# Кудряшов Родіон Олегович
Кудряшов Родіон Олегович (позивний «Радік»), — український доброволець, військовослужбовець, майор, заступник командира 3 ОШБР та командир батальйону "Азов - Дніпро" в складі Збройних сил України, учасник російсько-української війни. Керівник Центрального Штабу партії “Національний Корпус“, член Вищої ради партії. Ветеран АТО/ООС.

## Життєпис
Родіон Кудряшов народився 21 січня 1992 року у місті Дніпро, в сім’ї, де мали порушення слуху, тому з дитинства він здобув навички жестової мови. Батьки працювали у відділенні стоматології державної установи заводу Дніпрошина.
Закінчив Дніпропетровський Національний гірничий університет (зараз Дніпровський політехнічний університет), отримавши дві спеціальності: з правознавства та менеджменту.
У 2014 році Родіон Кудряшов отримав ступінь магістра з правознавства.
У 2015 році закінчив внутрішню офіцерську школу імені полковника Євгена Коновальця полку Азов. У 2023 році пройшов сертифікацію з підготовки управлінь та штабів загально військових частин в Національному університеті оборони України. Того ж року вступає на навчання до командно-штабного курсу Сухопутних військ L-2 Національного університету оборони України.
З 2022 року є аспірантом Митної академії кафедри державного управління та адміністрування, де пише кандидатську роботу на тему «Розвиток взаємодії громадянського суспільства та держави у контексті захисту національних інтересів України».

## Військова діяльність
З 19 років долучився до добровольчого загону “Чорні Чоловічки“, згодом цей підрозділ став фундаментом для створення добровольчого батальйону «Азов». У травні 2014 року Кудряшов вступив власне до батальйону «Азов». Брав участь у звільненні Маріуполю (травень 2014), в боях за Іловайськ (серпень 2014), у Широкинській операції (лютий 2015).
Після участі в цих бойових діях отримав звання офіцера, а в період з 2015 по 2016 він обіймав посаду командира розвідувальної роти полку “Азов“.
З 2008 до 2013 року був ультрас футбольної команди "Дніпро". Активний учасник Революції Гідності.
Після військової кар'єри займався громадською діяльністю, створював "Цивільний корпус "Азов" і його представництва у всіх областях України. Після цього займався розбудовою націоналістичної партії "Національний корпус".
У 2019 році балотувався до Верховної Ради від ВО “Свобода” (“Об’єднаних націоналістів”)..
24 лютого 2022 року брав участь у формуванні ТРО в місті Дніпро. 6 березня 2022 року став командиром батальйону ТРО «Азов» 98 бригади ЗСУ, брав участь в боях за місто Запоріжжя.
Восени 2023 року Родіон Кудряшов разом зі своїм підрозділом брали участь у боях за звільнення Андріївки-Кліщіївки.
З 2024 року як заступник командира 3ОШБр перебуває на Авдіївському напрямку.
На січень 2025 року мав звання підполковника.
З травня 2025 заступник командира 3 армійського корпусу

## Громадська дільність
З 2008 по 2013 роки був лідером молодіжної організації футбольних фанатів ФК «Дніпро» міста Дніпро. У 2013 році організував футбольних вболівальників міста Дніпро для участі у Революції гідності.
Після початку повномасштабного вторгнення повернувся до військової діяльності.

## Повномасштабне вторгнення
24 лютого 2022 року взяв участь у формуванні ТРО в м. Дніпро. 6 березня 2022 року став командиром батальйону ТРО "Азов" 98 бригади ЗСУ. Після створення 3ОШБр, зі всіх "азовських" загонів, що складалися з колишніх військовослужбовців і активістів і функціонерів "Національного корпусу", зайняв посаду заступника командира 3ОШБр. 26 січня став заступником командира 3-ої окремої Штурмової Бригади Сухопутних військ України . За особисту мужність, виявлену у захисті державного суверенітету та територіальної цілісності України, за самовіддане виконання військового обов’язку нагороджений Орденом Богдана Хмельницького ІІІ ступеня.
Тоді ж був одним з організаторів Всеукраїнської Акції проти розкрадання в українській армії та в оборонній промисловості України «Свинарчуків За ґрати».

## Особисте життя
Одружений з Анною Аршинніковою, консультанткою заступника міністра оборони, PhD, засновницею ГО «Будь в курсі» та проєкту «SOT: Democracy». Має сина Ріната Кудряшова 2022 року народження.

## Праці
Кудряшов, Р. О. (2021). Футбольні фанати як унікальний фактор безпеки та захисту громадянського суспільства у секторі безпеки та оборони країни. Взаємодія громадянського суспільства з сектором безпеки і оборони: сучасні виклики : тези доп. учасників наук.-практ. конф. (Харків, 21 груд. 2021 р.), 49-52.